# Godzilla : Le Dévoreur de planètes
Série
Godzilla : La Ville à l'aube du combat
(2018)
Pour plus de détails, voir Fiche technique et Distribution.
Godzilla : Le Dévoreur de planètes (GODZILLA 星を喰う者, Gojira: Hoshi wo kū mono) est un film japonais réalisé par Hiroyuki Seshita et Kōbun Shizuno, sorti en 2018. C'est le volet final d'une trilogie initiée par Godzilla : La Planète des monstres et Godzilla : La Ville à l'aube du combat.

## Synopsis
L'humanité revenue sur Terre, ses alliés extra-terrestres et Godzilla font face au retour de Ghidorah.

## Fiche technique
- Titre : Godzilla : Le Dévoreur de planètes
- Titre original : GODZILLA 星を喰う者 (Gojira: Hoshi wo kū mono)
- Réalisation : Hiroyuki Seshita et Kōbun Shizuno
- Scénario : Gen Urobuchi
- Musique : Takayuki Hattori
- Société de production : Polygon Pictures et Tōhō
- Pays :  Japon
- Genre : Animation, action, aventure et science-fiction
- Durée : 91 minutes
- Dates de sortie : 
  -  Japon : 9 novembre 2018
  -  France : 9 janvier 2019 (Netflix)

## Doublage
- Mamoru Miyano : Haruo Sakaki
- Takahiro Sakurai : Metphies
- Kana Hanazawa : Yuko Tani
- Tomokazu Sugita : Martin Lazzari
- Yūki Kaji : Adam Bindewald
- Daisuke Ono : Eliott Leland
- Ken'yū Horiuchi : Unberto Mori
- Kazuya Nakai : Halu-Elu Dolu-Do
- Kazuhiro Yamaji : Endurph
- Reina Ueda : Maina
- Ari Ozawa : Miana
- Ken'ichi Suzumura : Akira Sakaki
- Saori Hayami : Haruka Sakaki
- Kanehira Yamamoto (ja) : Takeshi J. Hamamoto
- Robbie Daymond : Adam Bindewald
- Rachelle Heger : Miana
- Bill Rogers : Josh Emerson

## Box-office
Le film, principalement distribué en salles au Japon, a rapporté environ 1,5 million de dollars au box-office.